# Natura 2000-område nr. 167 Skove ved Vemmetofte
Natura 2000-område nr. 167 Skovene ved Vemmetofte  er et Natura 2000-område der består af habitatområde  nr. H144 og fuglebeskyttelsesområde F92 har et areal på  18,80 km².  Hovedparten af Natura 2000-området består af skovene omkring Vemmetofte Kloster ved Fakse og en smal stribe skov langs kysten til Fakse Bugt. 

## Beskrivelse
Det er primært  gammel løvskov, der rummer mange forskellige skovnaturtyper og mange gamle træer, især i dyrehaven og i Strandskoven. Uden for skovene findes landbrugsjord, ferske enge, vandhuller og mindre vandløb. Området er udpeget især på grund af billearten eremit. Habitatområdet for billearten eremit udgør 162 ha af det samlede område, og findes i den gamle dyrehave ved Vemmetofte Kloster samt i kyststriben. Eremitten er afhængig af gamle løvtræer i et lysåbent skovmiljø, hvor den lever i nedbrudt træmasse (tørvesmuld) i træernes hulheder. Især i døende, men også i døde træer. Området rummer også skovnaturtyper og den skovtilknyttede fugleart hvepsevåge. 1.201 ha. eller 64 % af området er skove, næsten alt sammen fredskov.
Natura 2000-området ligger   i Vandområdedistrikt II Sjælland  i vandplanomåde 2.6 Østersøen.  i  Faxe Kommune.